# 모비타 카스타네다

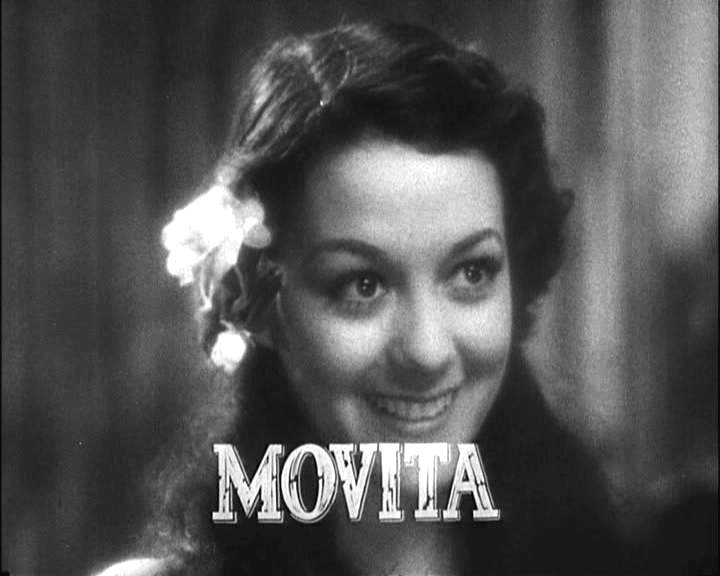

모비타 카스타네다(Movita Castaneda, 1916년 4월 12일 ~ 2015년 2월 12일)는 미국의 배우, 텔레비전 배우, 영화배우이다.
노갤러스에서 태어났으며 로스앤젤레스에서 사망하였다. 사인은 질병이다.

## 영화
- 브랜도 (2007년) - 본인 역
- 낫츠 랜딩 (1979년)
- 드림 와이프 (1953년)
- 웨곤 마스터 (1950년)
- 격노 (1950년)
- 허리케인 (1937년)
- 바운티호의 반란 (1935년) - 테한니 역
- 플라잉 다운 투 리오 (1933년)